# 成世光

成世光主教牧徽

成世光，（英語：Paul Cheng Shi-guang，1915年9月15日—2012年8月23日），天主教會主教。1915年9月15日生于山西省孝义县，1927年领洗，圣名保禄。1929年进入汾阳修道院，1932年入宣化大修院，1943年6月29日晋铎，1953年抵达台湾。1960年5月28日任台湾教省台北总教区辅理主教領銜Uccula教區主教，1960年7月25日祝圣为主教，1957年，接任台中市衛道中學校長，1966年6月19日任台南教区主教。1990年12月3日荣休，由台中主顧傳教修女會照料晚年。2012年8月23日逝世於台中榮民總醫院，享耆壽97歲。